# Törökszentmiklós
Törökszentmiklós é uma cidade da Hungria, situada no condado de Jász-Nagykun-Szolnok. Tem 185,16 km² de área e sua população em 2019 foi estimada em 19.890 habitantes.